# Las Moras
Las Moras es una localidad mexicana; localizada en el municipio de Pisaflores en el estado de Hidalgo.

## Geografía
Se encuentra en la región geográfica de la Huasteca hidalguense; a la localidad le corresponden las coordenadas geográficas 21° 17’ 08.112” de latitud norte y 98° 56’ 47.571” de longitud oeste, con una altitud de 432 m s. n. m. Cuenta con un clima semicálido subhúmedo con lluvias en verano, de mayor humedad.
En cuanto a fisiografía se encuentra en la provincia de la Sierra Madre Oriental, dentro de la subprovincia del Carso Huasteco; su terreno es de sierra. En lo que respecta a la hidrología se encuentra posicionado en la región del Pánuco, dentro de la cuenca del río Moctezuma, y en la subcuenca del río Axtla.

## Demografía
En 2020 registró una población de 600 personas, lo que corresponde al 3.21 % de la población municipal. De los cuales 300 son hombres y 300 son mujeres.
| Gráfica de evolución demográfica de Las Moras entre 1900 y 2020 |
|                                                                 |
| Población registrada por los censos y conteos del INEGI.        |